# أليكساندر ديكر
أليكساندر ديكر (بالألمانية: Alexander Decker)‏ (مواليد 2 فبراير 1904) هو ملاكم نمساوي، مثّل بلاده في الألعاب الأولمبية الصيفية 1924.

## روابط خارجية
أليكساندر ديكر على موقع أوليمبيديا (الإنجليزية)